# Хонгду ЈЛ-8
Хонгду ЈЛ-8 или Нанчанг ЈЛ-8 је кинески подзвучни једномоторни млазни школско-борбени авион, првенствено намењен обуци војних пилота. Развила га је кинеска компанија Хонгду из Нанчанга. У производњи извозне верзије овог авиона, Каракорум-8, учествује и Пакинстански Аеонаутички Комплекс.

## Развој и дизајн
Рад на изради авиона Хонгду ЈЛ-8 отпочео је 1987. године. Први прототип  је завршен 1989. године, а полетео је 21. новембra 1990. године, док је први серијски примерак је ушао у састав Народноослободилачке армије Кине 21. септембра 1994. године. Хонгду ЈЛ-8 је нискокрилац са тандем седиштима. Стајни трап је типа трицикл. Авион је погоњен једним турбо-млазним мотором потиска 16,01 kN. Дужина турбо-млазног мотора износи 1,27 метара, а пречник му је један метар, док му је маса 300 килограма. Хонгду ЈЛ-8 поседује, зависно од варијанте, највише пет подвесних тачака за ношење ракета или бомби. Максимална количина терета коју може да понесе износи једну тону.

## Корисници
- Ангола
- Бангладеш
- Боливија
- Венецуела
- Гана
- Египат
- Замбија
- Зимбабве
- НР Кина
- Мјанмар
- Намибија
- Пакистан
- Сри Ланка
- Судан
- Танзанија

## Галерија
- Каракорум-8